# Charles Simotwo
Charles Cheboi Simotwo (né le 6 août 1988) est un athlète kényan, spécialiste des courses de demi-fond.

## Biographie
Il se classe 5e du classement général de la Ligue de diamant 2017 dans l'épreuve du 1 500 mètres. À l'Athletissima 2017, à Lausanne, il se classe deuxième de l'épreuve derrière Aman Wote et porte son record personnel à 3 min 32 s 59.
En mars 2018, il remporte la médaille d'argent du relais mixte lors des championnats d'Afrique de cross.

## Records
| Épreuve | Performance   | Lieu     | Date           |
| ------- | ------------- | -------- | -------------- |
| 1 500 m | 3 min 32 s 59 | Lausanne | 6 juillet 2017 |